# Alpes do Monte Leone e do São Gotardo
Os Alpes do Monte Leone e do São Gotardo (em italiano:  Alpi del Monte Leone e del San Gottardo) é um maciço montanhoso que faz parte dos Alpes Ocidentais na sua secção dos Alpes Lepontinos e se encontra em parte no Piemonte em Itália, e em parte no cantão do Valais, no cantão de Ticino, no cantão de Uri, e no Cantão de Grisões, na Suíça. O ponto mais alto é a Monte Leone com 3 552 m.
O nome destes cadeia alpina tem origem no seu monte mais alto e depois por incorporar o Maciço do São Gotardo.

## Situação
A Norte tem o os Alpes Uraneses e os Alpes Uri-Glaroneses, a Leste os Alpes da Adula, a Sudoeste os Alpes de Mischabel e de Weissmies, a Sul os Alpes do Ticino e Verbano, e a Noroeste os Alpes Berneses.
À sua volta encontra-se o Passo do Simplon, a cidade de Briga-Glis, o Rio Ródano, o Passo da Furka, o Passo do Oberalp, a localidade deDisentis, o Passo do Lukmanier, a comuna de Biasca, o Vale Leventina, o Passo de San Giacomo, o Vale Antigorio, e o Vale Divedro.

## SOIUSA
A Subdivisão Orográfica Internacional Unificada do Sistema Alpino (SOIUSA) criada em 2005, dividiu os Alpes em duas grandes partes:Alpes Ocidentais e Alpes Orientais, separados pela linha formada pelo Rio Reno - Passo de Spluga - Lago de Como - Lago de Lecco.
Os Alpes Lepontinos são formados pelo conjunto dos Alpes do Monte Leone e do São Gotardo, Alpes do Ticino e Verbano, e Alpes da Adula.

### Classificação SOIUSA
Segundo a SOIUSA este acidente orográfico é uma Sub-secção alpina com as seguintes características
- Parte = Alpes Ocidentais
- Grande sector alpino = Alpes Ocidentais-Norte
- Secção alpina = Alpes Lepontinos
- Sub-secção alpina = Alpes do Monte Leone e do São Gotardo
- Código = I/B-10.1

## Imagens

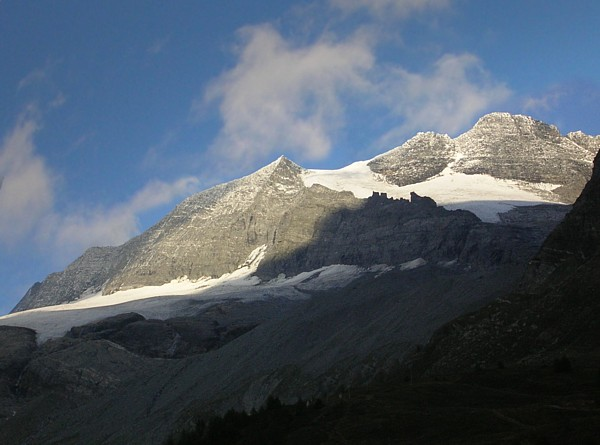
O Monte Leone